# Bran Stark
Brandon Stark, koji se obično naziva Bran, izmišljeni je lik iz serije epskih fantastičnih romana Pjesme leda i vatre američkog autora Georgea RR Martina i njegove televizijske adaptacije Igre prijestolja.
Predstavljen 1996. godine u Igri prijestolja, Bran je drugi sin i četvrto dijete lorda Eddarda i lady Catelyn Stark iz Winterfella, drevne prijestolnice sjevera sjevernog izmišljenog kraljevstva Westeros. Potom se pojavio u „Srazu kraljeva“ (1998.) i „Oluji mačeva“ (2000.), bio je jedan od nekoliko istaknutih likova koji nisu bili obuhvaćeni četvrtim romanom „Gozbi vrana“ (2005.), ali su se vratili u petom romanu Ples zmajeva (2011). Bran sanja da postane vitez još od djetinjstva, ali Jaime Lannister ga je gurnuo kroz prozor i učinio paraplegičarom već u prvom romanu nakon što je naleteo na incestuoznu vezu potonjeg s sestrom blizankom Cersei Lannister. Probudio se iz višemjesečne kome, potom ga muče snovi tajanstvene figure koja ga poziva da putuje na sjever iza Zida. Branovo putovanje zajedno s raznim suputnicima vodi ga dublje u lore i magiju Sjevera, gdje počinje otkrivati razne misteriozne moći i sposobnosti.
Martin je Rolling Stoneu 2014. godine rekao da je Branov susret s Jaimeom i Cerseijem ono što je "zakačilo" mnoge čitatelje početkom prvog romana.
Bran je u televizijskoj adaptaciji HBO utjelovio engleski glumac Isaac Hempstead Wright. Branova karakterizacija u kasnijim sezonama emisije, uključujući njegov odnos prema Bijelim šetačima i Noćnom kralju, doveli su do mnogih teorija na fandomu, kao i do značajnog kritičkog interesa.

## U TV seriji

### 1. sezona
Bran primi jedno od legla oporavljenih strahovukova danoj djeci Stark i imenuje ga Summer. Tijekom kraljeve posjete Winterfellu, Bran slučajno prekine kraljicu, Cersei, imajući seks s bratom Jaime, koji ga gurne s prozora. Dok je u nesvijesti i oporavlja se od svojih ozljeda, Summer ubija ubojicu koji je poslan na Brana. Kad se probudi, Bran se ne može sjetiti događaja prije pada i otkrije da je osakaćen od struka prema dolje, a prisiljavan je da ga svuda nosi Hodor. Polako shvaća da je stekao sposobnost preuzimanja Summerine svijesti, čineći ga wargom ili mijenjačem kože. Nakon što je njegov stariji brat, Robb, okrunjen za kralja na sjeveru, Bran postaje Robbov nasljednik i lord Winterfella.

### 2. sezona
Nakon što Theon Greyjoy okupira Winterfell, Osha pomaže Branu i njegovom mlađem bratu Rickonu da se skrije. Kako bi potvrdio svoju tvrdnju o Winterfellu, Theon je ubio dva dječaka i njihova tijela spalio i prosljeđuje njihove leševe kao Bran i Rickon. Nakon što su ga Theonovi ljudi izdali i Winterfell je opljačkan, Bran, Rickon, Hodor, Osha i njihovi strahovukovi kreću na sjever kako bi pronašli svog starijeg brata Jona Snowa radi sigurnosti.

### 3. sezona
Bran i njegova grupa susreću Jojena i Meera Reed, dvoje braće i sestara koji im pomažu u njihovoj potrazi. Jojen dijeli Branin "zeleni pogled" i podučava ga u njegovim proročkim vizijama. Nakon što se približio Zidu, Osha odlazi s Rickonom na Last Hearth (kako bi ga čuvali), dok Bran inzistira na slijeđenju njegovih vizija izvan Zida. Bran i njegova grupa susreću Sama i Gilly, koji pokušavaju uvjeriti Branu da se ne upusti iza Zida, ali Bran tvrdi da je to njegova sudbina i odlazi kroz vrata s Hodorom i s Reedovima.

### 4. sezona
Tijekom svojih putovanja izvan Zida, Bran i njegova grupa naletjeti su na Craster,s Keep, gdje su ih uhvatili i držali pobunjenici Noćne Straže pod vodstvom Karla Tannera. Noćni stražari predvođeni Jonom na kraju se približavaju se Craster's Keep-u, ali Locke, agent Roose Boltona, pretvarajući se da je novi regrut Straže, prvo pronalazi Brana i uzima ga kao taoca. Bran uleti u Hodora i stegne Lockeov vrat. Grupa nastavlja dalje, a da ne kaže Jona, za koga Jojen tvrdi da bi ih zaustavio. Bran na kraju dođu do srčanog stabla, ali ih napadaju utvare ispred ulaza. Jojen je ubijen u napadu, ali Djeca šume vode Brana i njegovu družinu sigurno u čarobnu špilju, kako bi upoznali trookog gavrana. Trooki gavran izjavljuje da Bran više neće hodati, već će umjesto toga letjeti.

### 6. sezona
Kao dio svog treninga, Branu je prikazano nekoliko viđenja prošlosti, uključujući Ned Starka i Howlanda Reeda koji se suočavaju sa Ser Arthurom Dayneom i Ser Geroldom Hightowerom u Kuli radosti, i vidi kako su Djeca šume ubrizgavala zmajevo staklo jednog od prvih ljudi u ritualu stvaranja Noćnog kralja, prvog Bijelog šetača, kao obrane od ostalih Prvih ljudi. Međutim, Trooki gavran uvijek brzo povlači Brana iz vizije, upozoravajući da bi mogao ostati zarobljen u njima ako ostane predugo. Rastući dosadnim svojim sporim napretkom, Bran ulazi u viziju sam i svjedoči Noćnom kralju u današnje vrijeme, koji vidi Brana i označava ga, čineći špilju Trookog gavrana ranjivu na magiju bijelih šetača.
Trooki gavran ulazi s Branom u još jednu viziju prošlosti Oštrozimlja kako bi prenio svo svoje znanje, ali prije no što je prijenos završen, Bijeli šetači napadaju pećinu, ubijajući Trookog gavrana, Summer i Djecu šume. Bran, još uvijek uhvaćen u viziji, upada u Hodora preko potonjeg mlađeg jastva (nazvanog Wylis), a on i Meera bježe dok Hodor izvodi Branovo nesvjesno tijelo iz pećine. Meera odvodi Brana u šumu, dok Hodor žrtvuje život kako bi se obuzdao vrata pećine protiv vojske vitezova dok ih oni ne nadvladaju. Bran svjedoči kako je njegovo upozorenje slučajno povezalo Hodorov prošli i sadašnji um, izazivajući napad mozga koji je oštetio mozak kod mladog Wylisa i natjeralo ga da ponavlja Meerinu zapovijed da „drži vrata“ iznova i iznova, dok ne uspije proturiti samo riječ „Hodor“.
Nakon što ih Bijela vojska ponovo uhvati, Branu i Meeru spašava Branov ujak Benjen Stark, kojeg su Bijeli šetači ubili prije nekoliko godina, ali su ga oživjela Djeca šume. Benjen šalje dvojac na sigurno i savjetuje da je Bran sada Trooki gavran i mora naučiti kontrolirati svoje moći prije nego što Noćni kralj napadne sedam kraljevstava. Benjen napušta Branu i Meeru u močvari u Šumi Šumi, jer čarolija Zida sprečava mrtve (a samim tim i Benjen) da ga prođu. Bran dotakne travu i svjedoči o ostatku viđenja Neda Starka na Kuli radosti. Otkriva kako je Lyanna Stark umrla rodivši sina Rhaegara Targaryena Aegona, kojeg je Ned našao i odgajao kao Jon Snow na Lyannin umirući zahtjev.

### 7. sezona
Bran se vraća u Winterfell, koji su ga obnovili i ponovo okupirali preostali Starkovi. Jon Snow otputovao je u Zmajev Kamen kako bi se sastao s Daenerys Targaryen, nakon čega se na Winterfellu konačno spaja sa Sansom i Aryom, koje oboje brinu Branova saznanja o njihovim nevoljama nakon Nedovog pogubljenja. Littlefinger daje Branu čelični bodež Valyrijana (onaj kojeg je Branov potencijalni ubojica koristio u prvoj sezoni), kojeg Bran prosljeđuje Aryi. Meera napušta Winterfell da se vrati u Greywater Watch; Branova ravnodušnost prema njezinu odlasku daje joj do znanja da je Bran "umro" u špilji Trookog gavrana. Iz tog razloga, Bran ostaje daleko od braće i sestara. Koristi svoje sposobnosti da otkrije Littlefingerovu izdaju Neda. Kad se Sansa suoči s Littlefingerom zbog njegove izdaje prema Nedu Starku, Bran potvrđuje optužbe koje su se protiv njega izjednačile, a Arya izvršava egzekuciju Littlefingera po Sansinoj naredbi.
Samwell Tarly stiže u Winterfell i dolazi posjetiti Branu. Bran kaže Samu svoje otkriće da je Jon gadni sin Rhaegara i Lyanne, ali Sam spominje bivši zapis High Hightona o poništavanju Rhaegarinog braka s Elijom Martell, kako bi se mogao oženiti Lyannom. Bran koristi greenseeing da potvrdi da se brak dogodio, a zatim revidira viziju Kule radosti, otkrivši da je Jonovo pravo ime Aegon Targaryen. Bran izjavljuje da je Jon, dakle, nasljednik Željeznog prijestolja.

### 8. sezona
Bran se ponovno spaja s Jonom kad se s Daenerys Targaryen i njezinim silama vraća u Winterfell. Bran im otkriva da je Noćni kralj oživio Daenerysovog zmaja Viseriona i upotrijebio ga za razbijanje Zida. Bran nagovara Sama da kaže Jonu istinu njegova roditeljstva, nakon čega Jon odustaje od svog zahtjeva u korist Daenerys. Kasnije Jaime stiže u Winterfell kako bi pomogao u borbi protiv mrtvih, ali Bran ne otkriva Jaimeovu ulogu u ozljeđivanju.
Na ratnom vijeću prije bitke protiv mrtvih, Bran objašnjava da Noćni kralj želi stvoriti beskrajnu zimu i da će ga pokušati ubiti tijekom bitke, zbog svoje sposobnosti da zadrži kolektivna sjećanja čovječanstva. Uvjerava vijeće da ga dočeka u Godswoodu kao mamac Noćnog kralja. Theon, koji se vratio u Winterfell kako bi se borio s mrtvima sa svojim ljudima, nudi Branu zaštitu, a Jon i Daenerys planiraju se sakriti dok čekaju napasti Noćnog kralja kad se pojavi. Noćni kralj na kraju razbija dvorac i prilazi Branu, ubijajući Theona u tom procesu. Pripremao se ubiti Brana, ali Arya intervenira i uspije probiti Noćnog kralja valirijanskim čeličnim bodežom, eliminirajući Noćnog kralja kao i sve ostale bijele šetače i mrtve koje su uskrsnuli.
Westeros ostaje bez vladara kada, nakon što Daenerys uspješno oduzme Kraljev Grudobran od Cersei Lannister, ona nastavi spaljivati stanovništvo grada, tijekom kojeg je Cersei također ubijena. Jon ne uspijeva odvratiti Daenerys od daljnjeg uništenja i na kraju je ubije. Uhićen je. Tjednima kasnije Tyrion Lannister predlaže da se Bran izabere za novog kralja pred vijećem lorda i dama Westerosa. Razlog je da bi bila dobra priča o ujedinjenju naroda, sugerirajući da buduće kraljeve biraju gospodari Westerosa, a ne da naslijede krunu. Kad Tyrion pita Branu je li spreman biti kralj, Bran odgovara: "Zašto mislite da sam došao ovamo?"  Vijeće održava glasovanje i svi su suglasni osim Sanse koji umjesto toga traži neovisnost Sjevera. Bran se slaže s tim da je stiliziran kao Bran Slomljeni, kralj Šest kraljevstava. On imenuje Tyriona za svoju ruku kralja. Kasnije Brienne, Bronn, Davos i Sam tvore Branovo malo vijeće. Otkriva se kako je Bran kao kompromis odlučio izgnati Jona u Noćnu Stražu zbog ubojstva Daenerys. Dok Jon odlazi, on se ispričava Branu što ga nije tamo, ali Bran odgovara: "Bili ste točno tamo gdje ste trebali biti."  Bran si zada zadatak pronalaženja Drogona.

## Vanjske poveznice
Profil lika